# Aglaophenia tubulifera
Aglaophenia tubulifera is een hydroïdpoliep uit de familie Aglaopheniidae. De poliep komt uit het geslacht Aglaophenia. Aglaophenia tubulifera werd in 1861 voor het eerst wetenschappelijk beschreven door Hincks.

## Beschrijving
De hoofdstelen van deze soort dragen zijtakken in afwisselende reeksen aan weerszijden, waardoor een veerachtige kolonie ontstaat. De kleur van levende exemplaren is delicaat licht geelbruin. De voedende poliepen worden gedragen in een enkele reeks langs de zijtakken, elk omgeven door drie verdedigingspoliepen. Bij alle Aglaophenia-soorten zijn enkele zijtakken gemodificeerd als voortplantingsstructuren die corbulae worden genoemd. Elke rechtopstaande stengel van deze soort kan 3 tot 7 van deze corbulae dragen wanneer ze vruchtbaar zijn. Een specifiek kenmerk is het basale blad van de corbula dat bij deze soort naar beneden uitsteekt, in plaats van rondgekruld te zijn zoals de rest. Typisch 5-7 cm hoog en ongeveer 1 cm over de kolonie.

## Verspreiding
Aglaophenia tubulifera wordt verspreid over de noordoostelijke Atlantische Oceaan in koel, diep water vanuit Marokko, langs de kust van Bretagne, voorbij Roscoff en omhoog naar de noordelijke grens op de Britse Eilanden. Deze soort bewoont een verscheidenheid aan substraten, waaronder kiezels, rotsen, keien, modderig zand en schelpen op een diepte van 10 tot 80 meter. Kolonies van A. tubulifera zijn opgenomen in rotspoelen bij laag water. A. tubulifera hecht zich aan de algensoorten Cystoseira en Sargassum, evenals aan de zee-eik Halidrys siliquosa.

## Ecologie
Een kleine naaktslak Doto lemchei voedt zich uitsluitend met deze hydroïdpoliep. Het leeft in de buurt van de basis van de kolonie, maar legt een korte spiraal eieren vast aan de hoofdstam.